# Bresztyánszky András
Bresztyánszky András, Briestianski András, Andrej Brešt'anský (Németpróna, 1769. december 10. – Sóskút, 1842. április 24.) katolikus pap, szakíró.

## Élete
1780-83-ben a privigyei, 1783-85-ben a kecskeméti gimnáziumban tanult. 1785 és 1789 között Pozsonyban végezte el a szemináriumot. 1792-ben szentelték pappá, ezt követően pedig székesfehérvári egyházmegyés pap lett. 1792-től Ercsiben volt káplán. 1796-tól pedig plébános Sóskúton, egészen haláláig. A szláv irodalmi nyelv megteremtésében Bernolák Antalt követte, annak nyelvtanát lefordította latinból németre.

## Művei
- Poboznost kreštansko-katolická v moditbách, pesnickách, a naucenú krestanském. Buda, 1806. (A keresztény kath. ájtatosság imádságokban, énekekben és tanításban.)
- Spósok ze zladkého softa kukorisčka po wilámaňu klasow sirup, a cukor warit. Buda, 1812. (Hogy lehessen a kukuricza-szár levéből gyümölcse megszedése után szirupot és czukrot csinálni. Neuhold János után németből ford. Brestanski névvel.)
- Slovakische Grammatik. Verfasst von Anton Bernolák. Aus dem Lateinischen ins deutsche übersezt und nach der in den k. k. österreichischen Erbländern für die national-Schulen vorgeschriebenen Ordnung eingerichtet. Ofen, 1817.